# ボルボ・XC90
XC90（Volvo XC90）は、スウェーデンの自動車メーカー、ボルボ・カーズが製造・販売しているSUVである。

## 概要
2002年の北米国際オートショーで発表された初代は、初代ボルボ・S80などの大型車と共通のフルサイズのプラットフォームであるボルボP2プラットフォームを採用。ボルボのトースランダ工場で生産した。初代の生産設備を中華人民共和国に移し、2014年末にスウェーデンでの生産を終了し、車名をボルボ・XCクラシック（またはボルボ・XC90クラシック）に変更した。
2014年末には、2代目XC90を発表した。新しいプラットフォームであるスケーラブル・プロダクト・アーキテクチャ（SPA）をベースにしている。XC90は両世代ともにデビュー時に雑誌『モータートレンド』のSUVオブ・ザ・イヤーを受賞している。

## 初代 (2002年-2014年)
プラットフォームはS80や他の大型のボルボ車に使われているボルボ・P2プラットフォームであり、S80と同じくエンジンは直列5気筒と直列6気筒のガソリンエンジンを横置きする。当初用意された直5はシングルターボ、直6はツインターボであった。

### 年表
- 2001年1月、北米国際オートショーでコンセプトカーを発表し、市場の反応を探る。同年11月ボルボ初のSUVとして、フロントの一部やXC90という車名をティーザー広告の形で発表[1]。翌2002年の北米国際オートショーで正式発表[2]。同年8月からスウェーデンのトースランダ工場にて生産を開始[2]。

- 2003年、北米トラック・オブ・ザ・イヤーおよびモータートレンド誌のスポーツ・ユーティリティ・オブ・ザ・イヤーを受賞。アメリカで最も人気のボルボ車となり、一時は売上の約25%を占めた。

- 2005年、新型V8 4.4Lエンジンを搭載したV8 TEを追加。このエンジンはヤマハ製で、最大出力315馬力 (232kW) 、最大トルク44.9kg·m (440N·m) となる。年間目標販売台数は15,000台で、V8エンジン搭載モデルは当初、エンジン搭載位置の関係で、日本仕様では左ハンドルのみの設定だった（この当時ボルボの日本仕様で左ハンドルのみは大変珍しかった）[3]。

- 2006年後半に一部改良が施され、新開発の直列6気筒エンジンを搭載。またプレチャージ式電子制御AWDシステムを搭載。停止状態から発進する際、あらかじめ80Nmのトルクが後輪に配分される新技術で、これによりホイールスピンを軽減、従来以上に発進時のレスポンスを素早くする。エクステリアの変更点は、右ハンドル車の場合、左フェンダーミラーが装備され、死角対策が講じられた。またV8エンジン搭載モデルも右ハンドルが選択可能となり、イギリス、オーストラリアなどでも販売された。このタイミングで直列5気筒エンジン車は廃止。

- 2007年、マイナーチェンジ。フロントグリルのデザインなどが変更された。また、特別限定車「XC90 3.2スポーツ」を設定。XC90 3.2(7人乗り仕様)をベースに、XC90シリーズ初の専用スポーツサスペンションと速度感応式パワーステアリング、強化アンチロールバー、通常よりも固めのセッティングのショックアブソーバーを採用した専用スポーツサスペンションを採用する。逆に装備をシンプルにし、価格を抑えた「ノルディック」も限定販売した。

- 2008年特別仕様車「3.2 R-DESIGN」を設定。専用スポーツサスペンションに、個性的で洗練されたボルボのスタイリング・コンセプト「R-DESIGN」の専用装備を施した限定車。19インチスペシャルデザイン・アルミホイール、デュアル・スポーツテールパイプ、フロントグリル、本革スポーツシート＆スポーツステアリングホイールなどR-DESIGN専用仕様となる。限定80台、ハンドル位置は右。また、V8 TE AWDのフロントシートに「ベンチレーション機能」と「マッサージ機能」を、2列目シートに「シートヒーター」を新たに標準装備した。右ハンドル仕様、V8 TE AWDは左ハンドルが選択可能。

- 2009年限定車として設定されていた「Nordic（ノルディック）」と、スペシャリティ限定車として設定されていた「3.2 R-DESIGN（Rデザイン）」の2モデルを新たにカタログモデルとして設定し、ラインアップを一新した。「ノルディック」では、バイ・キセノンヘッドライト、本革シート、助手席パワーシート、ボディ同色ホイールアーチ、パークアシスト・リアを新たに標準装備化。新たにシリーズのトップレンジモデルとなる、「3.2 Rデザイン」は、電動ガラス・サンルーフを標準装備し、ボルボ初の20インチアルミホイールが装備される。このマイナーチェンジで4400ccV8エンジンは廃止。右ハンドルのみの設定。

- 2010年この年からラインアップは標準的な「SE」と、専用サスペンションや本革スポーツシートなど、スポーティな「R-DESIGN（デザイン）」の2グレードに設定する。今回の改良では、大型フロントエンブレム採用したほか、全車にサイドビューカメラを標準装備とした。加えて、クロームトリム付フロントバンパーエアインテークを採用している。SEには、シルバーカラーのルーフレール、速度感応式パワーステアリング、18インチアルミホイールを標準装備とした。右ハンドルのみの設定。

- 2011年一部改良。シートは最大64通り、自由自在なシートアレンジが可能となった。また、サイドビューカメラ、ハイパフォーマンス・オーディオシステム（160W、8スピーカー/CDプレーヤー）、USBポートなどを装備。RSC（ロール・スタビリティ・コントロール）などのセーフティ機能を採用する。今回、モデル名を「3.2 SE AWD」から「3.2 AWD SE」に変更を行うとともに、R-DESIGNパッケージが追加設定された。右ハンドルのみの設定。

- 2012年モデル名を「3.2 AWD SE」から「3.2 AWD」へ変更を行った。右ハンドルのみの設定[4]。

- 2013年再びマイナーチェンジを実施。ラインアップは、「3.2 AWD」と「3.2 AWD エグゼクティブ（3.2 AWD EXECUTIVE）」を設定。R-DESIGNを「3.2 AWD Rデザイン」としてラインアップ。全グレード、3.2L 直列6気筒エンジンを搭載、最高出力243馬力。トランスミッションは、6速ギアトロニック付きオートマチック。「3.2 AWD エグゼクティブ（3.2 AWD EXECUTIVE）」には、専用エンブレム、パーフォレーテッド・ソフト・レザー・シート（フロント:ベンチレーション機能およびマッサージ機能付）、リア・シートヒーター（2列目）を装備。また、全グレードに盗難防止システム「ボルボ・ガードシステム（インテリア・ムーブメント・センサー付）」を標準装備。右ハンドルのみ設定。

### 初代モデル

#### XC90

##### XC90オーシャン・レース
2005年初頭、オーシャン・レース・エディションと呼ばれる特別バージョンが発表された。特別なブルーカラー、コントラストステッチを施したレザーインテリア、特別なインテリアトリムを採用。合計800台が生産された。

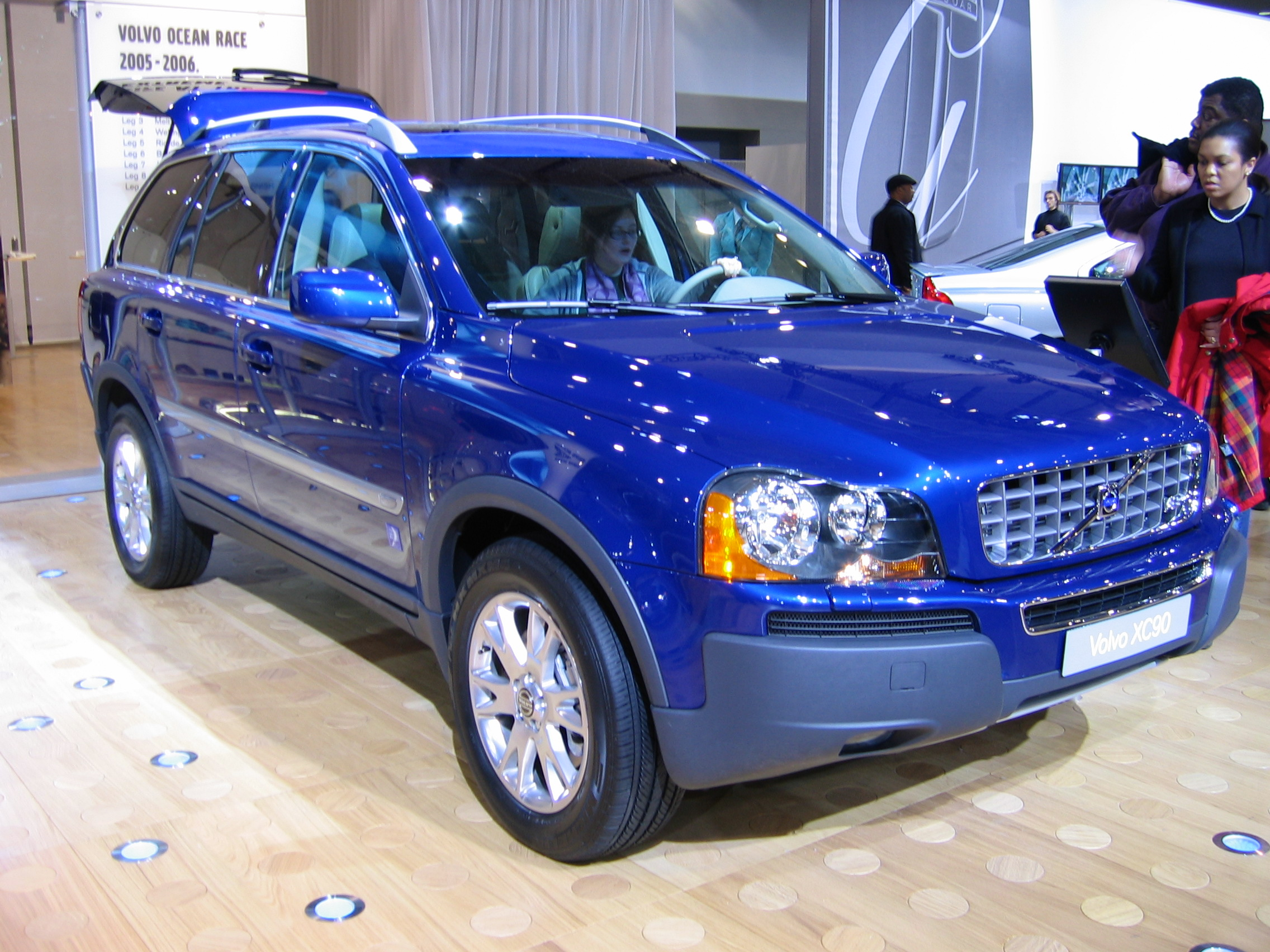
ボルボ・XC90オーシャンレース

#### XCクラシック
初代ボルボ・XC90 は、中華人民共和国ではXCクラシックとして販売されていた。黒竜江省大慶市にあるボルボの新工場で生産されており、必要な工具はスウェーデンから出荷されている。装備レベルは国際仕様と比較して変更され、エンジンは220馬力の2.5Lターボガソリン5気筒エンジン1基のみとなっている。XCクラシックは全車全輪駆動（AWD）を標準装備し、トランスミッションは5速マニュアル、または5速オートマチック。価格は2代目XC90よりも低い。

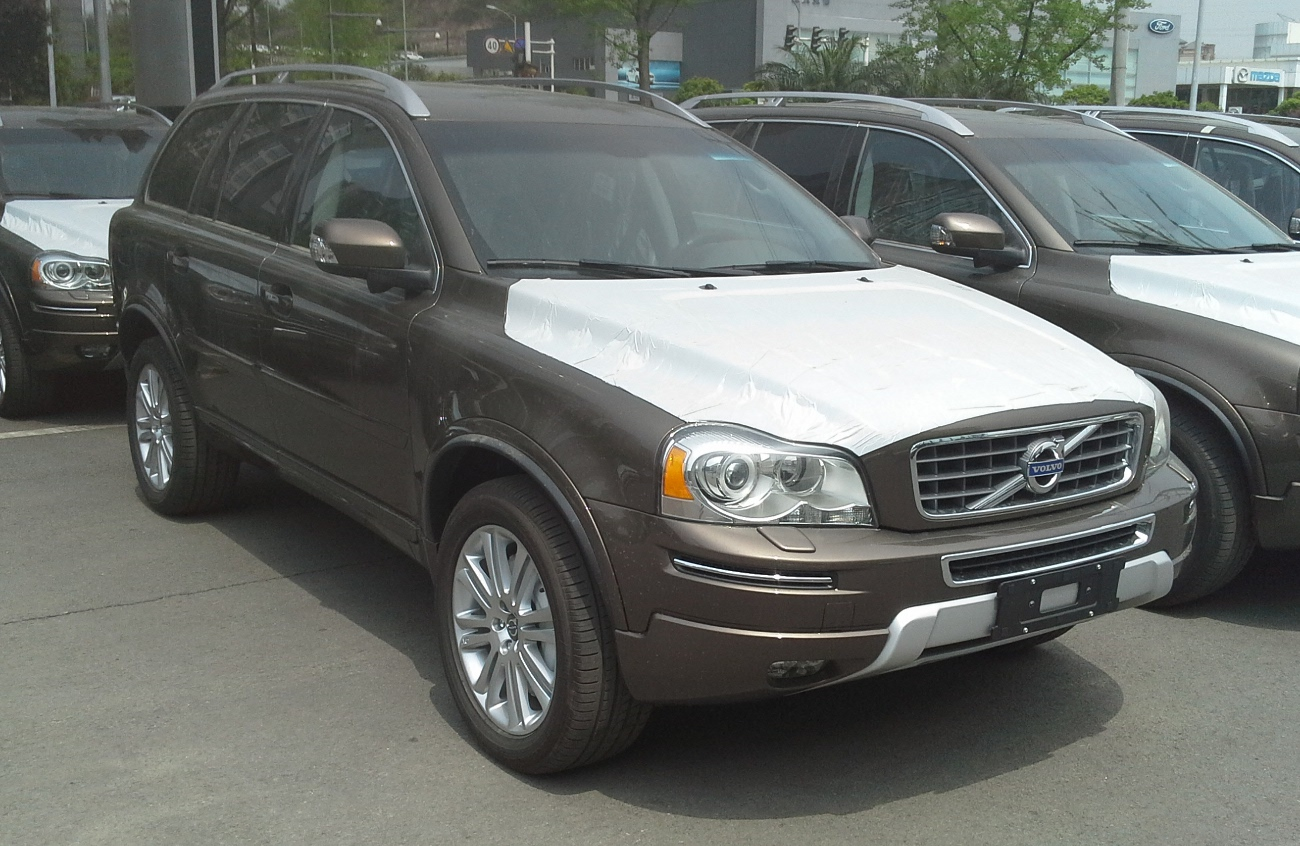
XCクラシック（中国）
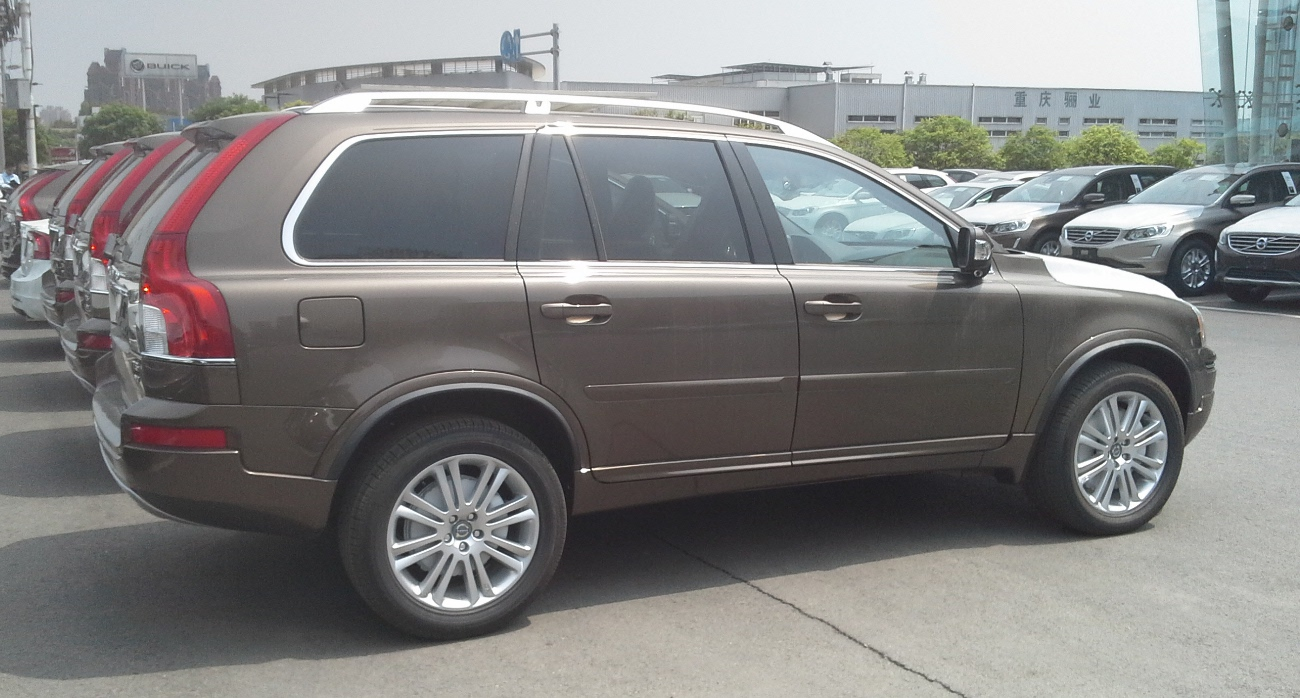
XCクラシック（中国）

### エンジン
| 仕様                     | D3 AWD                             | D4 FWD                             | D5 FWD / D5 AWD          | D5 FWD / D5 AWD                    | D5 FWD / D5 AWD                     | 2.5T FWD / 2.5T AWD           | 3.2 FWD / 3.2 AWD                    | T6 AWD                     | V8 AWD                        |
| ------------------------ | ---------------------------------- | ---------------------------------- | ------------------------ | ---------------------------------- | ----------------------------------- | ----------------------------- | ------------------------------------ | -------------------------- | ----------------------------- |
| 全長                     | 4811 mm                            | 4811 mm                            | 4811 mm                  | 4811 mm                            | 4811 mm                             | 4811 mm                       | 4811 mm                              | 4811 mm                    | 4811 mm                       |
| 全幅                     | 1900 mm                            | 1900 mm                            | 1900 mm                  | 1900 mm                            | 1900 mm                             | 1900 mm                       | 1900 mm                              | 1900 mm                    | 1900 mm                       |
| 全高                     | 1781 mm                            | 1781 mm                            | 1781 mm                  | 1781 mm                            | 1781 mm                             | 1781 mm                       | 1781 mm                              | 1781 mm                    | 1781 mm                       |
| ホイールベース           | 2860 mm                            | 2860 mm                            | 2860 mm                  | 2860 mm                            | 2860 mm                             | 2860 mm                       | 2860 mm                              | 2860 mm                    | 2860 mm                       |
| 最低地上高               | 231 mm                             | 231 mm                             | 231 mm                   | 231 mm                             | 231 mm                              | 231 mm                        | 231 mm                               | 231 mm                     | 231 mm                        |
| 容量                     | 249 L                              | 249 L                              | 249 L                    | 249 L                              | 249 L                               | 249 L                         | 249 L                                | 249 L                      | 249 L                         |
| 定員                     | 5名、または7名                     | 5名、または7名                     | 5名、または7名           | 5名、または7名                     | 5名、または7名                      | 5名、または7名                | 5名、または7名                       | 5名、または7名             | 5名、または7名                |
| 燃料                     | ディーゼル                         | ディーゼル                         | ディーゼル               | ディーゼル                         | ディーゼル                          | ガソリン                      | ガソリン                             | ガソリン                   | ガソリン                      |
| 年                       | 2009年                             | 2013年                             | 2003年 –2004年           | 2005年 –2011年                     | 2012年 – 2014年                     | 2003年 – 2006年               | 2007年 – 2014年                      | 2003年 – 2005年            | 2005年 – 2011年               |
| 乾燥重量                 | 2,029 kg                           | 2,127 kg                           |                          | 2,065 kg - 2,225 kg                | 2,029 kg                            | 1,976 kg                      | 2,025 kg - 2,212 kg                  |                            | 2,077 kg                      |
| エンジン                 | I5 turbo                           | I5 turbo                           | I5 turbo                 | I5 turbo                           | I5 turbo                            | I5ターボ                      | I6                                   | I6ツインターボ             | V8                            |
| エンジンコード           | D5244T5                            | D5244T5                            | D5244T                   | D5244T4                            | D5244T18                            | B5254T2                       | SI6                                  | B6294T                     | B8444S                        |
| 排気量                   | 2,401 cc                           | 2,401 cc                           | 2,401 cc                 | 2,401 cc                           | 2,401 cc                            | 2,521 cc                      | 3,129 cc                             | 2,922 cc                   | 4,414 cc                      |
| 燃費（混合）             | 8.1 l/100 km                       | 8.1 L/100Km                        |                          | 8.2 - 9 L/100Km                    | 8.3 L/100Km                         | 11.2 l/100 km                 | 10.2–19.9 l/100 km                   |                            | 11.0–13.5 l/100 km            |
| 燃費（カントリーロード） |                                    | 6.7 L/100Km                        |                          |                                    | 6.9 L/100Km                         | 8.9 l/100 km                  | 8.9 l/100 km                         |                            | 9.8 l/100 km                  |
| 燃費（都市部）           |                                    | 10.5 L/100Km                       |                          |                                    | 10.7 L/100Km                        | 15 l/100 km                   | 14.7–16.8 l/100 km                   |                            | 14.5–18.2 l/100 km            |
| 最大出力                 | 120 kW (163 PS; 161 bhp)           | 120 kW (163 PS; 161 bhp)           | 120 kW (163 PS; 161 bhp) | 136 kW (185 PS; 182 bhp)           | 147 kW (200 PS; 197 bhp)            | 155 kW (211 PS; 208 bhp)      | 175–179 kW (238–243 PS; 235–240 bhp) | 200 kW (272 PS; 268 bhp)   | 232 kW (315 PS; 311 bhp)      |
| 最大トルク               | 340 N⋅m (251 lb⋅ft)@ 1920-2800 rpm | 340 N⋅m (251 lb⋅ft)@ 1750-3000 rpm | 340 N⋅m (251 lb⋅ft)@     | 400 N⋅m (295 lb⋅ft)@ 2000-2750 rpm | 420 N⋅m (310 lb⋅ft) @ 1920-2800 rpm | 320 N⋅m (236 lb⋅ft)@ 1500 rpm | 320 N⋅m (236 lb⋅ft)@ 3200 rpm        | 380 N⋅m (280 lb⋅ft)@ ? rpm | 441 N⋅m (325 lb⋅ft)@ 4000 rpm |
| 加速 0-100 km/h（秒）    | 11.8                               | 11.8                               |                          | 11.5                               | 10.3                                | 9.5                           | 9.3–9.5                              | 9.0                        | 7.0–7.3                       |
| 最高速度                 | 190 km/h (118 mph)                 | 190 km/h (118 mph)                 |                          | 195 km/h (121 mph)                 | 204 km/h (127 mph)                  | 210 km/h (130 mph)            | 190–209 km/h (118–130 mph)           | 215 km/h (134 mph)         | 248 km/h (154 mph)            |
| トランスミッション       | オートマチック                     | オートマチック                     |                          | マニュアル・オートマチック         | オートマチック                      |                               |                                      |                            |                               |
| CO2排出量（g/km）        | 216                                | 212                                |                          | 217–239                            | 219                                 | 269                           | 265–281                              |                            | 317                           |
| 環境分類（EU）           | Euro 4                             | Euro 4                             | Euro 3                   | Euro 4                             | Euro 4                              | Euro 4                        | Euro 4                               | Euro 4                     | Euro 4                        |

### 安全性
XC90 の屋根は超高張力鋼板で補強されており、横転時に助手席が倒れるのを防止する。このシステムはROPSとして販売されており、ロール安定制御（RSC）、横滑り防止装置（DSTC）、および側面衝撃吸収システム（SIPS）システムと密接に関連しており、事故の発生を防止し、最終的には事故力を最小限に抑えることができる。アメリカ合衆国の国家幹線道路交通安全局は、2013年型XC90の傾斜リスクを17.9％と測定している。最大サイドウェイ推力は0.77g。
XC90のリア構造は衝撃エネルギーを吸収するように設計されており、乗員はむち打ち症保護システム（WHIPS）で保護されている。追突事故の際に乗員を抱きかかえるようになっている。
米国道路安全保険協会（IIHS）は、ボルボ・XC90にトップ・セーフティ・ピック賞を授与した。XC90は、フロント、サイド、リア、屋根の強度テストにおいてIIHSの「良好」という評価を受け、エレクトロニック・スタビリティ・コントロールを標準装備して受賞した。
業界初のロール・スタビリティ・コントロールは、2003年にXC90に初めて導入された。
ボルボ・カー・コーポレーションは2007年7月末、バッテリーショートと火災の危険性があるとして、2005年モデルのXC90の42,211台をリコールすると発表した。同車は、2004年6月7日から05年5月13日までの間、スウェーデンのトースランダ工場で生産された。リコール対象は、アメリカ合衆国とカナダの車両のみ。

## 2代目（2015年-）
ボルボは2012年5月、第2世代XC90の生産を2014年後半に開始し、2014年に受注を開始し、2015年に正式に販売を開始すると発表した。このSUVは欧州、アジア、北米で販売され、アメリカでは世界販売の3分の1以上を占めると予想されていた。
ボディー、シャシー、サスペンション、内外装のスタイリングを含めあらゆる部分が新開発となっており、新世代のボルボ車となっている。
デザインは北欧神話の「トールハンマー」をモチーフにしたデザインが用いられ、デザインを含め車両は高く評価され、2015/04/11独レッドドット賞の「ベスト・オブ・ザ・ベスト」プロダクトデザイン賞を受賞、インテリア・デザイン・オブ・ザ・イヤー（量産車部門）を受賞、更に2016年の北米トラック＆SUVオブ・ザ・イヤーを受賞、米モーター・トレンドの2016 SUV・オブ・ザ・イヤーをはじめ、全世界で50以上の賞を受賞した。
比較的大きなボディを持つSUVであるが、搭載するエンジンを直4に限定している点もダウンサイジングを考慮した時代に則したものとなっている。プラットフォームも新開発であるスケーラブル・プロダクト・アーキテクチャを採用。ボディーは先代と比べると全長と全幅を拡大し、全高は20mmほど下げられている。

### 日本仕様車
2016年1月27日、日本仕様を発表。全車AWDのみの設定となり、搭載されるエンジンは全車直4・ガソリン2.0L直噴ターボとなるが、トップレンジの「T8」はそれに電気モーターを組み合わせたPHEVとなり、システム出力407PSを発生。モーターのみで35.4kmの走行が可能。「T6」は320PSのターボチャージャー&スーパーチャージャー、「T5」は254PSのターボチャージャーとなる。
後発でディーゼルモデル「D5」を発表、発売。ガソリンモデルと同じくDrive-Eに則り2L直列四気筒ディーゼルターボを搭載し235ps／480Nmを発揮する。また、新システムとしてパワーパルステクノロジーを日本仕様ディーゼルエンジンとして初採用。発進加速時にターボ内へ圧縮空気を送り込みターボラグを減らすことができる。

### デザイン

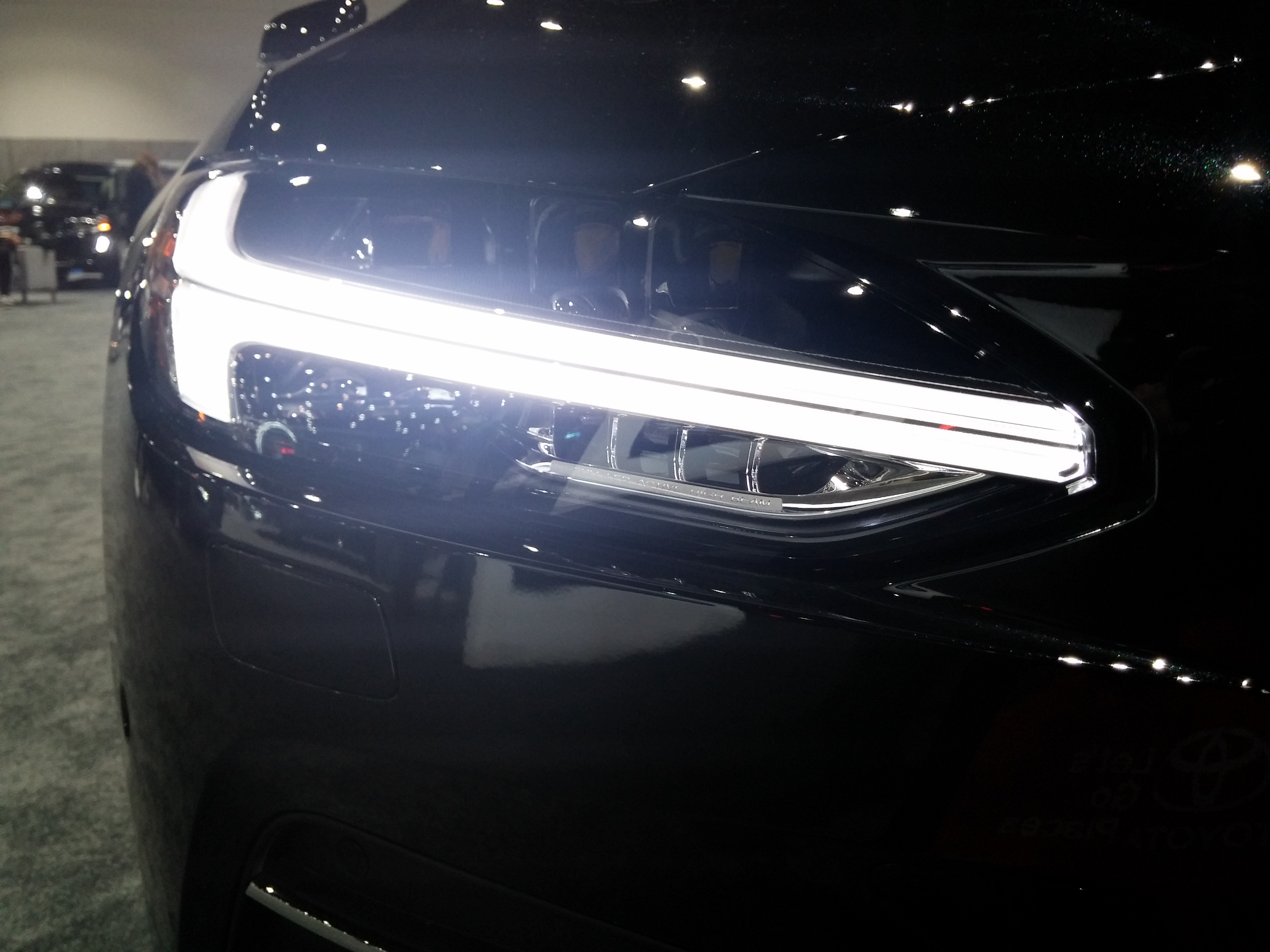
「トールのハンマー」と呼ばれるT字型のLED昼間点灯

新型XC90は、ダブルウィッシュボーン式フロントサスペンションと、軽量素材の横方向リーフスプリングを採用した新しいインテグラルリンク式リアアクスルを採用し、シャシを一新した。新型XC90はまた、5つのモードから選択できる電子制御エアサスペンションを装備することができる。
インテリアには、9インチのタブレットのようなタッチスクリーンのセンターディスプレイ、ステアリング・ホイール、ボイス・コントロールが装備されており、これらはすべて「Sensus」として販売されているインターフェースにリンクしており、インターネットラジオ、ナビゲーション、パーキング、音楽ストリーミング、OSミラーリング、AppleやAndroid端末を含むクラウドベースのアプリをタッチスクリーン・ディスプレイに表示し、車内でタブレットを使用するためのWi-Fiホットスポットにアクセスすることができる。その他、運転席と助手席の間のセンタースクリーンには、オレフォスのクリスタルを使用したシフトレバーや、ダイヤモンドカットのスタート／ストップボタン、ドライブモードコントロールなどの操作部が設置されている。
車両のシートも、サイドボルスターの調整やシートクッションの延長、マッサージなどのデザインを変更した。2列目には、リクライニング調整機能付きの3人乗りシートを採用。スライド機能を使用することで、3列目の乗員の足元に余裕を持たせたり、積載スペースを増やすことができる。センターシートには、一体型のチャイルドブースタークッションが用意されている。XC90は5人乗りだが、7人乗りの3列目シートも用意されている。
ボルボ・カーズの空気浄化システムは、新しいカーボンフィルターを追加して改良され、吸入空気中の小粒子や花粉をより効率的に捕捉する。2代目XC90は、鳥瞰的な視点で周囲の視界を確認できる360°ビューカメラを採用している。リアセンシングシステムは、「パークアシストパイロット」として、自動駐車を可能にしている。
2代目XC90は、ボルボのデザイナーによって「トールのハンマー」と呼ばれるT字型のLED昼間点灯とともに、グリルを覆う斜めのメタリックスラッシュとアイコンである矢印を一直線に並べた、ボルボの新しい、より目立つロゴマークを初めて搭載したモデルである。
Kinetic （ベースモデル）、 Momentum、Inscription（より豪華なモデル）、R-design（よりスポーティなモデル）、Excellence（最高級）の5つが用意されている（ボルボでは「expressions」と表現している）。

### 安全性
第2世代ボルボXC90のSUVの特徴は、ランオフロードプロテクションや交差点での自動ブレーキなどの「インテリセーフ」を搭載している。
ボルボXC90の安全システムには以下のようなものがある。
- ランオフロードプロテクション： 道路逸脱時に、新型ボルボXC90が何が起こっているかを検知し、フロントの安全ベルトを締めて乗員の位置を維持する。脊髄損傷を防ぐために、シートとシートフレームの間にあるエネルギー吸収機能が、車が地形でのハードランディングに遭遇したときに発生する可能性のある垂直方向の力をクッションにする[28]。
- 交差点に自動ブレーキを設置した都市の安全性：XC90は、ドライバーが対向車の前に曲がった場合に自動ブレーキをかける技術を世界で初めて搭載した車である。これは高速道路だけでなく、交通量の多い街中の交差点でもよく見られる光景である。
- アダプティブクルーズコントロール、パイロットアシスト渋滞アシスト：停車中の渋滞時に先行車を自動追従させ、安全で快適な半自律走行を可能にする。加速・制動、ステアリングも自動制御する[28]。

#### パイロットアシストII（2017年モデル）
車線逸脱防止支援システムは、半自律走行技術「パイロットアシストII」を2017年モデルの一部市場でXC90に標準装備している。
また、ボルボは「2020年までに新型ボルボで重傷を負ったり死亡したりする者はいないものとする」と主張している。
ユーロNCAPは、2015年に標準装備の5ドアSUV「XC90」（2016年モデル）をテストし、XC90を「クラス最高」のパフォーマンスと見なしている。国家幹線道路交通安全局はロールオーバーのみを記録した。
| 国家幹線道路交通安全局    | 国家幹線道路交通安全局 | ユーロNCAP         | ユーロNCAP  |
| ------------------------- | ---------------------- | ------------------ | ----------- |
| 総合                      | 5/5stars               | 総合               | 5/5stars    |
| 正面 - ドライバー         | 5/5stars               | 大人の占有者       | 37点 / 97%  |
| 正面 - 乗用者             | 5/5stars               | 子どもの占有者     | 24点 / 87%  |
| サイド - ドライバー       | 5/5stars               | 歩行者             | 26点 / 72%  |
| サイド - 乗用者           | 5/5stars               | ドライバーアシスト | 13点 / 100% |
| サイドポール - ドライバー | 5/5stars               |                    |             |
| ロールオーバー。          | / 17.9%                |                    |             |

米国道路安全保険協会もXC90の衝突テストを行い、以下のような結果を発表した。
| カテゴリ                             | 評価 |
| ------------------------------------ | ---- |
| スモールオーバーラップ前突：運転席側 | 優   |
| スモールオーバーラップ前突：助手席側 | 優   |
| モデレートオーバーラップ前突         | 優   |
| サイド                               | 優   |
| 屋根強度                             | 優   |
| ヘッドレスト・シート                 | 優   |

イギリスでは2018年までに5万台以上の車両が販売され、運転手や乗用者の死亡は記録されていない。

### T8

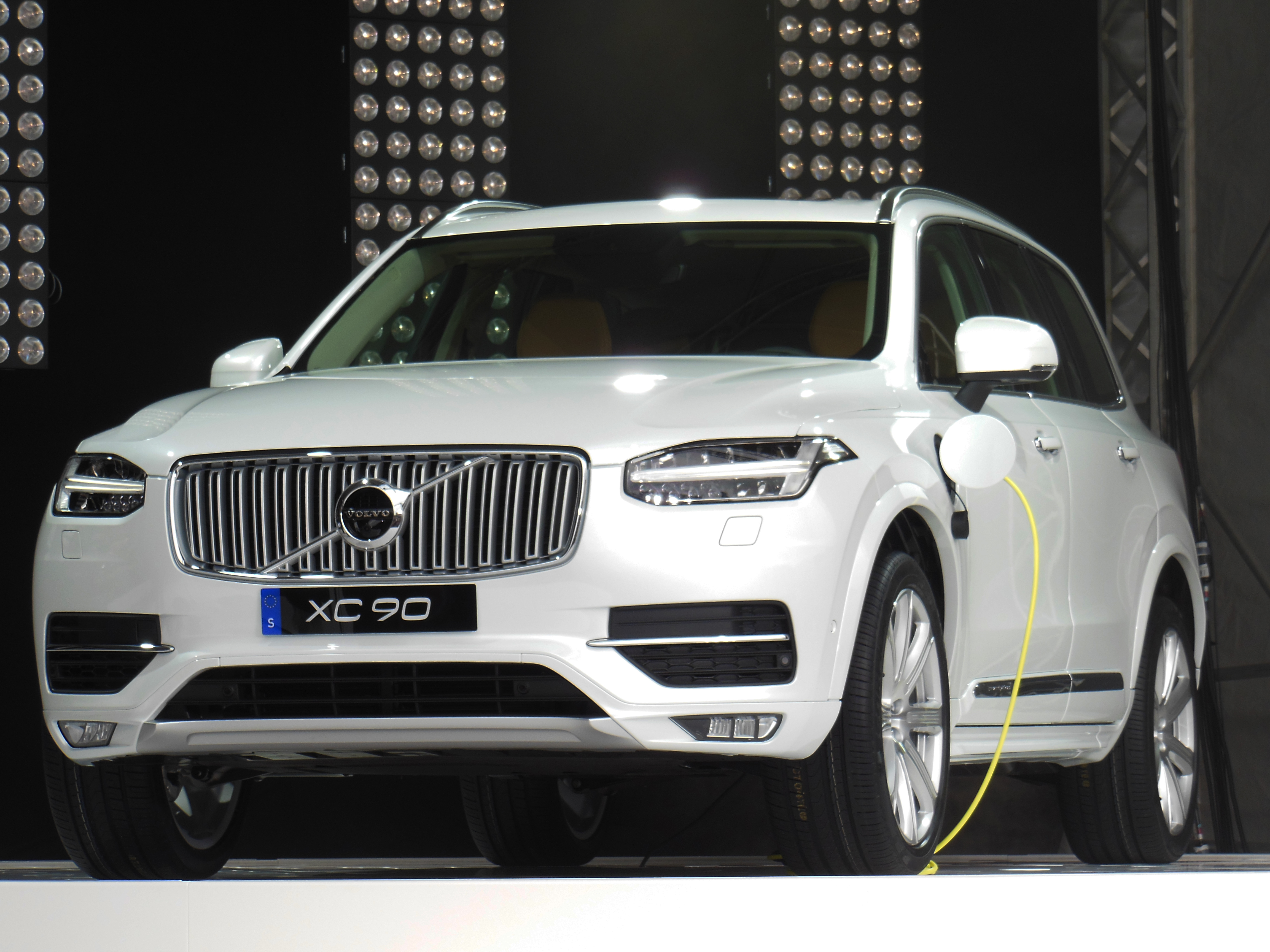
ボルボ・XC90 T8プラグインハイブリッド

XC90のT8プラグインハイブリッド（PHEV）は、ボルボ・V60 PHEVで使用されている技術をベースにしている。車両の中央に配置されたバッテリーは、電気自動車の充電器を使用して充電することができ、また、回生ブレーキによって回収されたエネルギーを蓄えることができる。ボルボによると、XC90 T8はハイブリッド装備を搭載するために、乗員スペースや荷室スペースを犠牲にしていないという。ただし、MY2016-2018ではタンク容量が50Lに縮小され、スペアタイヤもない。
CO2排出量は49g/kmで、欧州新走行サイクルでのオール電化走行距離は、43kmである。通常の走行はデフォルトのハイブリッドモードだが、ドライバーはボタンを押すことで電気のみを使用するモードに切り替えることができ、ゼロ・エミッション走行を実現している。アメリカ合衆国環境保護庁（EPA）のテストでは、XC90 T8のオール電化走行距離は14mi（23km）で、ガソリン消費量は多少（0.1gal/100mi）あるため、実際のオール電化走行距離は0～13mi（0～21km）と評価されている。
EPAの5サイクルテストでは、2016年モデルのXC90 T8のPureモード（電気のみ）でのエネルギー消費量は、100miあたり58kWhと評価されており、これは都市と高速道路を合わせた燃費が1ガロン当たりガソリン換算で53マイル（MPG-e）（4.4 L/100km、64 mpg-impガソリン換算）になることを意味する。ガソリンエンジンのみを搭載した場合のEPAの公式な都市/高速道路総合燃費は25mpg-US（9.4 L/100 km; 30 mpg-imp）である。
XC90 T8 PHEVの米国での納車は2015年8月に開始された。欧州での2015年の累計販売台数は2,653台であり、2016年2月までの米国での累計販売台数は488台である。ボルボによると、2016年3月中旬までのプラグインハイブリッドの販売は、ボルボXC90の世界販売台数の20％を占めるという。

### 技術情報
| 仕様                     | D4 FWD / AWD                    | D5 AWD                             | T5 AWD                          | T6 AWD                                   | T8ツインエンジン                         |
| ------------------------ | ------------------------------- | ---------------------------------- | ------------------------------- | ---------------------------------------- | ---------------------------------------- |
| 全長                     | 4950 mm                         | 4950 mm                            | 4950 mm                         | 4950 mm                                  | 4950 mm                                  |
| 全幅                     | 1923 mm                         | 1923 mm                            | 1923 mm                         | 1923 mm                                  | 1923 mm                                  |
| 全高                     | 1775 mm                         | 1775 mm                            | 1775 mm                         | 1775 mm                                  | 1775 mm                                  |
| ホイールベース           | 2984 mm                         | 2984 mm                            | 2984 mm                         | 2984 mm                                  | 2984 mm                                  |
| 容量                     | 451 L                           | 451 L                              | 451 L                           | 451 L                                    | 451 L                                    |
| 定員                     | 5名、または7名                  | 5名、または7名                     | 5名、または7名                  | 5名、または7名                           | 4名、または7名                           |
| 縁石重量                 | 2,050–2,130 kg (4,519–4,696 lb) | 2,130–2,171 kg (4,696–4,786 lb)    | 2,105–2,140 kg (4,641–4,718 lb) | 2,124–2,165 kg (4,683–4,773 lb)          | 2,319–2,394 kg (5,113–5,278 lb)          |
| タンク容量               | 71 L                            | 71 L                               | 71 L                            | 71 L                                     | 50 L                                     |
| シリンダ                 | In-line 4 (4 valves/cylinder)   | In-line 4 (4 valves/cylinder)      | In-line 4 (4 valves/cylinder)   | In-line 4 (4 valves/cylinder)            | In-line 4 (4 valves/cylinder)            |
| エンジン                 | 2.0Lディーゼルターボエンジン    | 2.0Lツインディーゼルターボエンジン | 2.0Lガソリンターボエンジン      | 2.0Lスーパーチャージャー＆ターボエンジン | 2.0Lスーパーチャージャー＆ターボエンジン |
| 排気量                   | 1969 cc                         | 1969 cc                            | 1969 cc                         | 1969 cc                                  | 1969 cc                                  |
| 燃費（混合）             | 5.2–5.7 l/100 km                | 5.7 l/100 km                       | 7.7 l/100 km                    | 8.1 l/100 km                             | 2.1 l/100 km                             |
| 燃費（カントリーロード） | 4.9–5.4 l/100 km                | 5.4 l/100 km                       | 6.7 l/100 km                    | 7 l/100 km                               | 0 l/100 km                               |
| 燃費（都市部）           | 5.8–6.2 l/100 km                | 6.3 l/100 km                       | 9.5 l/100 km                    | 10.1 l/100 km                            | 0 l/100 km                               |
| 最大出力                 | 190 PS                          | 225 hp @ 4250 rpm                  | 245 PS                          | 320 PS @ 5700 rpm                        | 408 PS                                   |
| 最大トルク               | 400 N⋅m (295 lb⋅ft)             | 470 N⋅m (347 lb⋅ft)@ 1750–2500 rpm | 350 N⋅m (258 lb⋅ft)             | 400 N⋅m (295 lb⋅ft)@ 2200–4500 rpm       | 640 N⋅m (472 lb⋅ft)                      |
| 加速 0 - 100km/h（秒）   | 9.2–9.4                         | 7.8                                | 8.2                             | 6.5                                      | 5.6                                      |
| 最高速度                 | 200–205 km/h (124–127 mph)      | 220 km/h (137 mph)                 | 215 km/h (134 mph)              | 230 km/h (143 mph)                       | 230 km/h (143 mph)                       |
| トランスミッション       | 電子制御前進8速A/T              | 電子制御前進8速A/T                 | 電子制御前進8速A/T              | 電子制御前進8速A/T                       | 電子制御前進8速A/T                       |
| CO2排出量（g/km）        | 136–149                         | 149                                | 176                             | 184                                      | 49                                       |
| 環境分類（EU）           | Euro 6b                         | Euro 6b                            | Euro 6b                         | Euro 6b                                  | Euro 6b                                  |
| 価格                     | 502900–905420 SEK (2017-07-10)  | 557000–940420 SEK (2017-07-10)     | 547000–930420 SEK (2017-07-10)  | 587000–970420 SEK (2017-07-10)           | 806000–1371750 SEK (2017-07-10)          |

## 表彰
- モータートレンドの2003年SUVオブ・ザ・イヤー
- モータートレンドの2016年SUVオブ・ザ・イヤー
- ヤフーオート2016年テック・ライド・オブ・ザ・イヤー[46]
- ヤフーオート2016年ライド・オブ・ザイヤー[47]
- 2016年北米自動車・トラック・ユーティリティ・オブ・ザ・イヤー - デトロイトモーターショー2016年[48]
- 2015年ベストAWD SUV - オーストラリアのベストカー[49]
- 2016年南アフリカ・カー・オブ・ザ・イヤー[50]
- RJCカー・オブ・ザ・イヤー・インポート（2017年）[51]